# Ulad Haddú Fars
Ulad Haddú Fars (en árabe: أولاد حدو فارس‎, en francés: Oulad Haddou Fares) es una localidad marroquí perteneciente al municipio de Amexáu, en la región Oriental. Desde 1912 hasta 1956 perteneció a la zona norte del Protectorado español de Marruecos.